# Montréal–Sainte-Marie
Montréal numéro 1, Montréal—Sainte-Marie. est un ancien district provincial du Québec.

## Historique

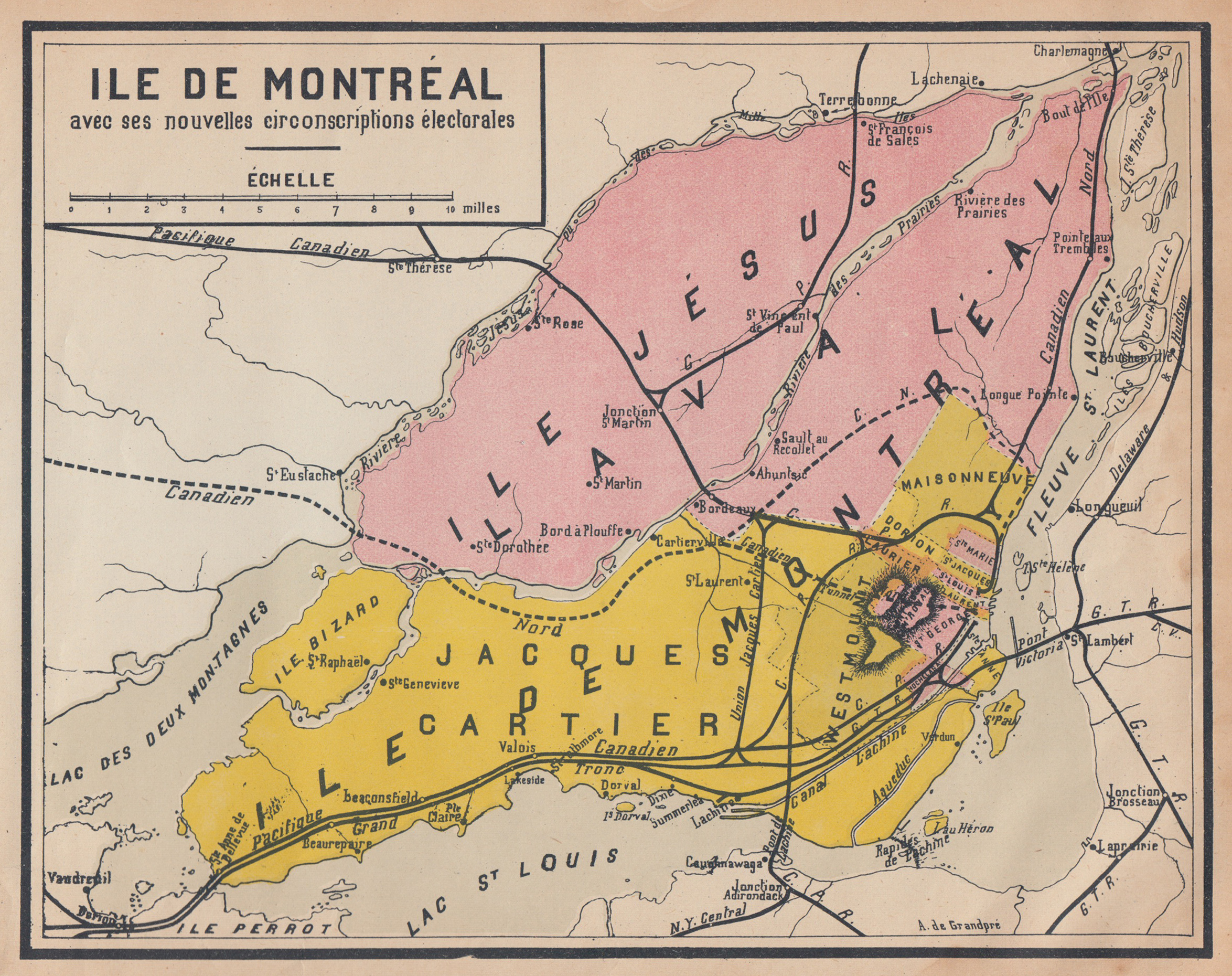
Carte des circonscriptions de l'île de Montréal en 1920. Montréal–Sainte-Marie (identifié MARIE sur la carte) est au centre-droit, en rose.

Suivi de : Sainte-Marie

## Liste des députés
| Législature                             | Années    | Député          | Député                 | Parti           |
| --------------------------------------- | --------- | --------------- | ---------------------- | --------------- |
| Montréal no 1 Créée depuis Montréal-Est |           |                 |                        |                 |
| 7e                                      | 1890–1892 |                 | Joseph Béland          | Ouvrier         |
| 8e                                      | 1892–1897 |                 | François Martineau     | Conservateur    |
| 9e                                      | 1897–1900 |                 | Georges-Albini Lacombe | Libéral         |
| 10e                                     | 1900–1904 |                 | Georges-Albini Lacombe | Libéral         |
| 11e                                     | 1904–1908 |                 | Georges-Albini Lacombe | Libéral         |
| 12e                                     | 1908–1908 |                 | Georges-Albini Lacombe | Libéral         |
| 12e                                     | 1908–1912 | Napoléon Séguin |                        | Libéral         |
| Montréal–Sainte-Marie                   |           |                 |                        |                 |
| 13e                                     | 1912–1916 |                 | Napoléon Séguin        | Libéral         |
| 14e                                     | 1916–1919 |                 | Napoléon Séguin        | Libéral         |
| 15e                                     | 1919–1921 |                 | Napoléon Séguin        | Libéral         |
| 15e                                     | 1921–1923 |                 | Joseph Gauthier        | Ouvrier         |
| 16e                                     | 1923–1927 |                 | Camillien Houde        | Conservateur    |
| 17e                                     | 1927–1927 |                 | Joseph Gauthier        | Libéral         |
| 17e                                     | 1928–1931 |                 | Camillien Houde        | Conservateur    |
| 18e                                     | 1931–1935 |                 | Gaspard Fauteux        | Libéral         |
| 19e                                     | 1935–1936 |                 | Candide Rochefort      | ALN             |
| 20e                                     | 1936–1939 |                 | Candide Rochefort      | Union nationale |
| 21e                                     | 1939–1944 |                 | Camillien Houde        | Indépendant     |
| 22e                                     | 1944–1948 |                 | Camille Côté           | Union nationale |
| 23e                                     | 1948–1952 | Aimé Gendron    |                        | Union nationale |
| 24e                                     | 1952–1956 |                 | Yvon Dupuis            | Libéral         |
| 25e                                     | 1956–1960 |                 | Edgar Charbonneau      | Union nationale |
| 26e                                     | 1960–1962 |                 | Edgar Charbonneau      | Union nationale |
| 27e                                     | 1962–1966 |                 | Edgar Charbonneau      | Union nationale |
| Dissoute dans Sainte-Marie              |           |                 |                        |                 |

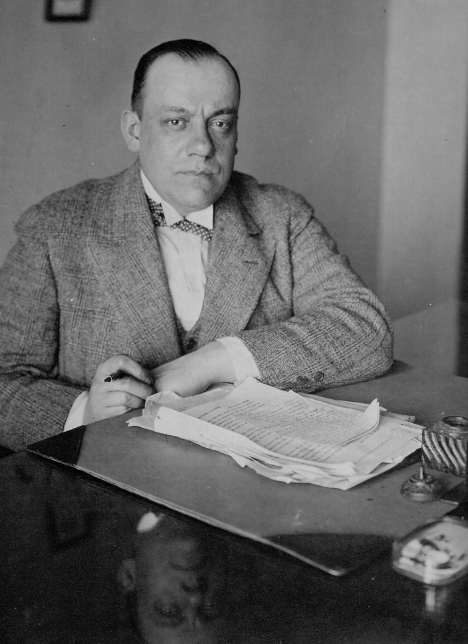
Camillien Houde est député de Montréal-Sainte-Marie de 1923 à 1927, de 1928 à 1931 et de 1939 à 1944. Durant ses deuxième et troisième mandat, il est également maire de Montréal.